# Три товстуни
«Три товстуни» (рос. Три толстяка) — повість-казка (за іншими джерелами — роман-казка) Юрія Олеші, написана у 1924 році. У книжці оповідається про революцію, підняту під проводом зброяра Просперо та канатоходця Тібула проти багачів-товстунів.

## Сюжет
Події розгортаються в країні, котрою правлять Три Товстуни. Проти них бунтує народ, лідерами повстанців є зброяр Просперо і гімнаст Тібул. Найвідоміший вчений країни, доктор Ґаспар Арнері, співчуває народу, проте мусить працювати на Трьох Товстунів. Якось Просперо заарештовують і кидають у звіринець палацу Трьох Товстунів, але Тібул лишається на волі. Ґаспар переховує Тібула в своєму будинку, де його ніхто не шукатиме. Скориставшись спеціальною речовиною, вчений перетворює Тібула на негра, щоб його не впізнали.
Тим часом продавець повітряних кульок випадково залітає на кухню в палаці Трьох Товстунів. Йому вдається втекти, давши кухарям кульки, та дізнатися про таємний хід з палацу. Невдовзі він зустрічає Тібула, котрому розповідає про хід. У той же час бунтівні гвардійці палацової варти псують механізм ляльки спадкоємця Товстунів, хлопчика Тутті. Лялька зовні не відрізняється від живої дівчинки і замінювала Тутті друзів. Ґаспару наказують полагодити ляльку за один день і одну ніч під загрозою суворої кари. Це виявляється неможливо і Ґаспар вирішує в цьому зізнатися. Проте дорогою він її губить.
Пошуки ляльки приводять Ґаспара до фургона бродячих артистів. Серед них вчений зустрічає циркачку Суок, напарницю Тібула, що виглядає точно як лялька. Тібул придумає замінити ляльку на Суок, аби вона визволила Просперо. Погодившись на це, Ґаспар переконує Товстунів, що полагодив ляльку, але вигадує нібито вона безповоротно зламається, якщо полонені повстанці будуть страчені. Аби не засмучувати Тутті, Товстуни погоджуються помилувати полонених.
Суок вдається знайти ключ від звіринця, схований у Тутті. Звільняючи Просперо, Суок знаходить в одній з кліток помираючого вченого Туба, котрий створив ляльку за подобою Суок. Він також мусив за наказом Товстунів створити для Тутті залізне серце, щоб зробити хлопчика жорстоким, але відмовився та був кинутий за це в клітку. Перед смертю в'язень повідомляє, що насправді Суок і Тутті — розлучені близнюки. Під час втечі з палацу Суок схоплюють і засуджують до страти. Щоб Тутті не завадив цьому, шпигуни присипляють хлопчика снодійним.
Однак гвардійці, що перейшли на бік повстанців, перед самою стратою підміняють Суок на знайдену ляльку. Спалахує повстання, в ході якого Трьох Товстунів скидають. Суок і Тутті приєднуються до народу та починають разом давати вистави.

## Герої
- Доктор Ґаспар Арнені — найвідоміший в країні учений, досить похилого віку, співчуває народу;
- Канатоходець Тібул — один з вождів революціонерів, акробат, цирковий артист з трупи «Балаганчик дядечка Брізака», найкращий в країні гімнаст;
- Суок — дванадцятилітня дівчинка-циркачка, напарниця Тібула;
- Авґуст — старий клоун з труппи «Балаганчик дядечка Брізака»;
- Тітонька Ганімед — економка доктора Ґаспара;
- Зброяр Просперо — один з вождів революціонерів;
- Спадкоємець Тутті — хлопчик дванадцяти років, спадкоємець Трьох товстунів;
- Раздватричі — учитель танців, який співчуває Товстунам;
- Три Товстуни — правителі країни, їхні імена не згадуються, в повісті їх називають Першим, Другим і Третім Товстунами;
- Граф Бонавентура — капітан палацової гвардії;
- Туб — учений, творець ляльки спадкоємця, ув'язнений за відмову зробити Тутті залізне серце.

## Адаптації

### Театр
- «Три товстуни» (1930) — спектакль у МХАТі.
- «Три товстуни» (1936) — балет у Великому театрі на музику В. Оранського, лібрето і постановка І. Моїсеєва.
- «Три товстуни» (1955) — спектакль в ризькому ТЮЗі.
- «Лялька спадкоємця Тутті» (1988) — мюзикл, музика Анатолія Кальварського.
- «Три товстуни. Епізод 1. Повстання» / «Три товстуни. Епізод 2. Залізне серце» (2018) — вистава у Великому драматичному театрі ім. Г. А. Товстоногова (Санкт-Петербург), режисер А. Могучий. Вистава стала лауреатом російської національної театральної премії «Золота маска» в категорії для драматичних вистав у номінації «Найкраща робота художника з костюмів» та була номінована на ще п'ять номінацій: «Найкращий спектакль, велика форма», «Найкраща робота режисера», «Найкраща робота художника», «Найкраща жіноча роль другого плану» (А. Петровська, І. Венгаліте), «Найкраща чоловіча роль другого плану» (Д. Воробйов)[1].

### Аудіовистави
- «Три Товстуни» (1951) — вистава на грамплатівці, літературно-музична композиція режисера Н. Олександровича, музика Володимира Рубіна.
- «Три товстуни» (1965) — радіоспектакль, записаний Всесоюзним радіо; виданий комплектом з двох грамплатівок.

### Кіно
- «Три товстуни» (1963) — мальований мультфільм.
- «Три товстуни» (1966) — фільм Олексія Баталова.
- «Розлучені» (1980) — музичний ляльковий мультфільм.
- «Три товстуни» (2016) — комп'ютерний мультсеріал.

## Видання українською
- Олеша Ю. Три товстуни. Малюнки Л. Владимирського. К.: Держ. видавництво дитячої літератури УРСР, 1958. 147 с.
- Олеша Ю. Три товстуни. Повесть-сказка. Перевод с русского Ф. Макивчука. К.: Веселка. 1983 г. 166 с.
- Олеша Ю. Три товстуни. Роман-казка, перекл. з рос. Ф. Маківчук, К.: Веселка. 1989. 192 с.
- Олеша Ю. Три товстуни. К.: Школа. 2007. 176 с.